# Florian Imminger
Florian Imminger (* 31. Mai 1995 in Garmisch-Partenkirchen) ist ein deutscher Eishockeyspieler, der seit 2019 erneut beim TSV Farchant in der Eishockey-Landesliga auf der Position des Stürmers spielt.

## Karriere
Imminger durchlief zunächst alle Jugendabteilungen des SC Riessersee und spielte zuletzt sehr erfolgreich für die Jugendmannschaft des SC Riessersee in der Jugend-Bundesliga. Dort erzielte er in der Saison 2011/12 21 Tore und 16 Vorlagen in 28 Spielen. In seiner letzten Saison 2012/13 in der Jugend-Bundesliga konnte er in 24 Spielen 18 Tore und 21 Vorlagen verbuchen und verpasste mit seiner Mannschaft nur knapp den Aufstieg in die DNL.

Im Juli 2013 wurde bekannt, dass Imminger in die 1. Mannschaft des SC Riessersee aus der DEL2 berufen wurde.

## Karrierestatistik
(Legende zur Spielerstatistik: Sp oder GP = absolvierte Spiele; T oder G = erzielte Tore; V oder A = erzielte Assists; Pkt oder Pts = erzielte Scorerpunkte; SM oder PIM = erhaltene Strafminuten; +/− = Plus/Minus-Bilanz; PP = erzielte Überzahltore; SH = erzielte Unterzahltore; GW = erzielte Siegtore; 1 Play-downs/Relegation; Kursiv: Statistik nicht vollständig)